# Kosów-Hulidów
Kosów-Hulidów [ˈkɔsuf xuˈliduf] est un village polonais de la gmina de Kosów Lacki dans le powiat de Sokołów et dans la voïvodie de Mazovie, au centre-est de la Pologne.